# サーカス&サーカス
『サーカス&サーカス』（サーカス・アンド・サーカス）は、1978年にリリースされた甲斐バンド初のライブ・アルバム。

## 概要
甲斐バンド初のライブ盤。収録は、1977年12月4日の中野サンプラザにおける『'77ファイナル・サーカス&サーカス』。
2007年に紙ジャケット・デジタルリマスター盤にて復刻された。その際、2曲のボーナストラックが収録された。

## 収録曲

### オリジナル / アナログ盤
| 全編曲: 甲斐バンド。 |                          |                                |                        |       |
| #                    | タイトル                 | 作詞                           | 作曲                   | 時間  |
| 1.                   | 「きんぽうげ」           | 長岡和弘                       | 松藤英男、甲斐よしひろ | 4:15  |
| 2.                   | 「吟遊詩人の唄」         | Leo Sayer / 訳詞: 甲斐よしひろ | Dave Courtney          | 4:05  |
| 3.                   | 「裏切りの季節」         | 早川義夫                       | 早川義夫               | 4:04  |
| 4.                   | 「昨日のように」         | 甲斐よしひろ                   | 甲斐よしひろ           | 4:33  |
| 5.                   | 「裏切りの街角」         | 甲斐よしひろ                   | 甲斐よしひろ           | 3:03  |
| 6.                   | 「かりそめのスウィング」 | 甲斐よしひろ                   | 甲斐よしひろ           | 3:26  |
| 合計時間:            | 合計時間:                | 合計時間:                      | 合計時間:              | 23:26 |

| 全作詞・作曲: 甲斐よしひろ、全編曲: 甲斐バンド。 |                                            |              |              |      |
| #                                                | タイトル                                   | 作詞         | 作曲・編曲   | 時間 |
| 1.                                               | 「7月の便り」                              | 甲斐よしひろ | 甲斐よしひろ | 4:11 |
| 2.                                               | 「円舞曲 (ワルツ)」                        | 甲斐よしひろ | 甲斐よしひろ | 3:03 |
| 3.                                               | 「悪いうわさ～ダニーボーイに耳をふさいで」 | 甲斐よしひろ | 甲斐よしひろ | 7:42 |
| 4.                                               | 「氷のくちびる」                           | 甲斐よしひろ | 甲斐よしひろ | 4:01 |
| 5.                                               | 「ポップコーンをほおばって」               | 甲斐よしひろ | 甲斐よしひろ | 4:53 |
| 合計時間:                                        | 合計時間:                                  | 23:50        |              |      |

### 2007年盤
| 全編曲: 甲斐バンド。 |                                            |                                |                        |       |
| #                    | タイトル                                   | 作詞                           | 作曲                   | 時間  |
| 1.                   | 「きんぽうげ」                             | 長岡和弘                       | 松藤英男、甲斐よしひろ | 4:15  |
| 2.                   | 「吟遊詩人の唄」                           | Leo Sayer / 訳詞: 甲斐よしひろ | Dave Courtney          | 4:05  |
| 3.                   | 「裏切りの季節」                           | 早川義夫                       | 早川義夫               | 4:04  |
| 4.                   | 「昨日のように」                           | 甲斐よしひろ                   | 甲斐よしひろ           | 4:33  |
| 5.                   | 「裏切りの街角」                           | 甲斐よしひろ                   | 甲斐よしひろ           | 3:03  |
| 6.                   | 「かりそめのスウィング」                   | 甲斐よしひろ                   | 甲斐よしひろ           | 3:26  |
| 7.                   | 「7月の便り」                              | 甲斐よしひろ                   | 甲斐よしひろ           | 4:11  |
| 8.                   | 「円舞曲 (ワルツ)」                        | 甲斐よしひろ                   | 甲斐よしひろ           | 3:03  |
| 9.                   | 「悪いうわさ～ダニーボーイに耳をふさいで」 | 甲斐よしひろ                   | 甲斐よしひろ           | 7:42  |
| 10.                  | 「氷のくちびる」                           | 甲斐よしひろ                   | 甲斐よしひろ           | 4:01  |
| 11.                  | 「ポップコーンをほおばって」               | 甲斐よしひろ                   | 甲斐よしひろ           | 4:53  |
| 12.                  | 「くだけたネオンサイン」(Bonus Track)      | 大森信和、甲斐よしひろ         | 大森信和               | 4:55  |
| 13.                  | 「悪魔に狂って」(Bonus Track)              | 甲斐よしひろ                   | 甲斐よしひろ           | 2:52  |
| 合計時間:            | 合計時間:                                  | 合計時間:                      | 合計時間:              | 55:03 |

## 当日のセットリスト
1. きんぽうげ
2. らせん階段
3. 裏切りの季節
4. 恋時雨
5. 悪魔に狂って
6. ブラッディ・マリー
7. 裏切りの街角
8. かりそめのスウィング
9. 一日の終り
10. 吟遊詩人の唄
11. カフェ・ル・モンドのメニュー
12. 7月の便り
13. 円舞曲（ワルツ）
14. そばかすの天使
15. くだけたネオンサイン
16. 昨日のように
17. 最後の夜汽車
18. 悪いうわさ～ダニーボーイに耳をふさいで
19. 氷のくちびる
20. ポップコーンをほおばって
21. 週末
22. ランデブー
23. テレフォン・ノイローゼ
24. この夜にさよなら